# Gantt (South Carolina)
Gantt ist ein als Census-designated place (CDP) eingestufter Ort im US-Bundesstaat South Carolina. Der Ort liegt im Greenville County und ist Teil der Metropolregion Upstate. Das U.S. Census Bureau hat bei der Volkszählung 2020 eine Einwohnerzahl von 15.006 ermittelt.

## Geografie
Gantt liegt im zentralen Greenville County und grenzt im Nordosten an die Stadt Greenville und im Nordwesten an den Ort Dunean.
Die Interstate 85 führt durch das Zentrum des Ortes. Die I-85 führt in nordöstlicher Richtung 48 km nach Spartanburg und in südwestlicher Richtung 230 km nach Atlanta. Der U.S. Highway 25 führt als White Horse Road durch Gantt und kreuzt die I-85. Die US 25 führt 10 km nach Norden nach Parker, einem westlichen Vorort von Greenville, und 74 km nach Süden nach Greenwood. Das Stadtzentrum von Greenville liegt 10 km nördlich über die U.S. Highway 25 und 29.
Der Donaldson Center Airport befindet sich 2 km südöstlich von Gantt.